# HD89047
HD89047 — хімічно пекулярна зоря спектрального класу F0, що має видиму зоряну величину в смузі V приблизно  9,4.
Вона  розташована на відстані близько 1482,5 світлових років від Сонця.